# Alphonse Leweck
Alphonse (Fons) Leweck (16 de diciembre de 1981; Luxemburgo) es un exfutbolista de luxemburgués. Jugaba de mediocampista en el Etzella Ettelbruck, de la primera división de Luxemburgo, y también por su selección nacional.
Leweck estuvo cerca de retirarse de la actividad después de que se le diagnosticara una deficiencia cardiaca. Aunque volvió a jugar, su condición física le costó la oportunidad de presentarse en una prueba con el equipo de la Bundesliga alemana Borussia Mönchengladbach.
El 13 de octubre de 2007 Fons anotó, en su reestreno con la selección después de una larga lesión, el gol de la victoria, 1-0 sobre Bielorrusia, en un partido de las eliminatorias para la Eurocopa 2008. De esta manera, se consagró como héroe en el primer triunfo de Luxemburgo en competencias oficiales, desde 1995.
El hermano de Fons, Charles Leweck, también actúaba como mediocampista para el Ettelbruck y la selección de Luxemburgo.

## Trayectoria profesional
| Club                  | País                  | Años      |
| --------------------- | --------------------- | --------- |
| FC Etzella Ettelbruck | Bandera de Luxemburgo | 2001-2010 |
| Jeunesse d'Esch       | Bandera de Luxemburgo | 2010-2011 |
| FC Etzella Ettelbruck | Bandera de Luxemburgo | 2011-2014 |
| FC 72 Erpeldange      | Bandera de Luxemburgo | 2014-2018 |

- Datos: Q304467